# Великий рейд (1840)
Великий рейд (англ. Great Raid of 1840) — крупнейшее нападение индейцев Великих равнин на города евроамериканцев на территории современных Соединённых Штатов. Нападение последовало за резнёй в Доме совета, в ходе которой официальные лица Республики Техас попытались взять в плен вождей команчей, прибывших для заключения мирного договора.
Предполагалось, что индейцы привезут белых заложников в качестве своей части переговоров, но с ними прибыла только одна молодая женщина, шестнадцатилетняя Матильда Локхарт. Техасцы попытались арестовать вождей команчей, которые оказали яростное сопротивление и предприняли попытку сбежать. Когда побоище закончилось, 35 команчей были убиты, в том числе пять женщин и детей. Остальные 30 индейских женщин и детей были арестованы и помещены в тюрьму. Убийство мирной делегации возмутило все племена команчей. Вождь пенатека Горб Бизона собрал большой военный отряд из многих групп команчей и совершил набег вглубь заселённых белыми районов Южного Техаса, чтобы отомстить за резню в Сан-Антонио.
Разграбив и разорив два техасских города на побережье Мексиканского залива и предав огню множество домов, индейцы решили вернуться той же дорогой, по которой они прибыли на юг. Обременённые большой добычей, огромным табуном украденных животных и пленниками, индейцы двигались слишком медленно. Техасские рейнджеры и волонтёры сумели настичь и разбить команчей в сражении у Плам-Крика.

## Предыстория
19 марта 1840 года делегация пенатека-команчей прибыла в Сан-Антонио, чтобы обсудить мирное соглашение с техасскими властями. Стремление индейцев к миру было очевидно, поскольку из 65 человек, 35 составляли женщины и дети, а из 30 мужчин — 12 являлись вождями. Узнав, что индейцы привезли с собой лишь шестнадцатилетнюю Матильду Локхарт, техасцы решили захватить их вождей в качестве заложников, пока они не выдадут остальных белых пленников. Разъярённые предательством техасцев и не желавшие капитулировать без боя, вожди пенатека попытались прорваться, но пали в неравном бою. Когда Резня в доме совета закончилась, 35 команчей были убиты, в том числе пять женщин и детей. Остальные 30 индейских женщин и детей были заключены в тюрьму.
Слухи о резне и предательстве техасцев быстро распространились среди всех племён команчей. Не только пенатека, но и другие группы желали отомстить белым людям за убийство мирной делегации. Потеряв многих вождей, пенатека хотели не просто совершить набег на техасских колонистов, а нанести удар по многолюдным поселениям Техаса. Для исполнения этого плана им была необходима помощь других племён. В мае 1840 года они отправились на север в поисках союзников. Среди оставшихся вождей пенатека наиболее влиятельным был Горб Бизона. В отличие от многих команчей того времени, он презирал все предметы европейской одежды. Новый военный вождь пенатека носил шкуру бизона, медные браслеты на руках и бусы на шее.
В Техасе ожидали мести со стороны индейцев за события в Сан-Антонио и готовились к отражению набегов, но остаток весны и большая часть лета 1840 года обстановка на северо-западном фронтире оставалась спокойной. Пенатека, потеряв значительное количество вождей, казалось, просто исчезли. Некоторые техасцы посчитали, что из-за понесённых потерь команчи передумали мстить и откочевали на север. Горб Бизона, как многие другие вожди команчей, понимал, что луки, стрелы и копья мало эффективны против хорошо вооружённых огнестрельным оружием белых людей. Единственным торговцем, который мог снабдить команчей ружьями, был Огюст-Пьер Шуто, но он умер в 1838 году, а его торговый пост был заброшен. Лучшим вариантом для приобретения огнестрельного оружия был форт Бент, построенный в верховьях реки Арканзас в начале 1830-х годов. Однако братья Бент, основавшие торговый пост, установили прочные родственные связи с шайеннами и арапахо, заклятыми врагами команчей и их ближайших союзников кайова.

## Мир с шайеннами и арапахо
В результате строительства форта Бент значительная часть шайеннов и арапахо переместилась на юг к реке Арканзас. Переселение не только разделило эти племена на две ветви — северную и южную, но и положило начало беспощадной войне с команчами и кайова. В 1837 году близ ручья Скотт-Крик в Техасском выступе большой отряд кайова и команчей столкнулся с 48 шайеннами. Началось сражение, по окончании которого все шайенны были перебиты, кайова потеряли шестерых убитыми, а у команчей никто не пострадал. Узнав о гибели соплеменников, шайенны решили отомстить. Собрав большое количество воинов, они, вместе с присоединившимися арапахо, отправились на поиски врагов.
Разбившись на два больших отряда, шайенны и арапахо продвигались на юг независимо друг от друга. Достигнув ручья Вулф-Крик, они обнаружили большой лагерь противника. Началась битва, которая длилась до самого захода солнца. Бои велись между отдельными воинами или небольшими группами, вооружёнными в основном традиционным оружием, таким как луки и копья, лишь у немногих шайеннов было огнестрельное оружие. Постоянные атаки шайеннов и арапахо не смогли сломить сопротивление кайова и команчей, и ближе к ночи нападавшие ушли. Битва на Волчьем ручье стала самым серьёзным сражением войны между двумя индейскими союзами. Гибель многих выдающихся воинов впервые заставили ведущих вождей племён задуматься о прекращении конфликта.
Летом 1840 года вопрос обеспечения мира с шайеннами и арапахо стоял наиболее остро для команчей. Во-первых, заключив соглашение со своими врагами они бы обезопасили себя от нападений с севера и избавились бы от необходимости воевать на два фронта; во-вторых, получили бы доступ к огнестрельному оружию, так необходимому для войны с техасцами. Обсудив всё со своими союзниками, кайова и кайова-апачами, команчи приняли решение направить послов в лагерь арапахо. Спустя два дня шайенны и арапахо прибыли к Ту-Бьют-Крик и держали совет со своими бывшими врагами. Кайова, кайова-апачи и команчи подарили шайеннам и арапахо множество лошадей, а в ответ получили большое количество европейских товаров и ружей. Примирение открыло команчам доступ к участию в торговле с американцами в форте Бент. Договор между бывшими врагами также положил начало прочному союзу пяти племён Южных равнин, который никогда не нарушался и стал прямым результатом резни в Доме совета.

## Вторжение команчей в Техас
Заключив мир с шайеннами и арапахо, команчи свернули свои лагеря и вернулись на юг, взяв с собой некоторое количество огнестрельного оружия и боеприпасов, которые, как они надеялись, помогут им в войне с техасцами. В районе плато Эдуардс Горб Бизона собрал крупный и хорошо вооружённый отряд, который состоял в основном из пенатека, а также некоторых воинов из других племён команчей и кайова, известных своей враждебностью по отношению к белым. Он решил не штурмовать хорошо укреплённые города и форты, а направился на техасские поселения к юго-востоку от Сан-Антонио. Индейцы хорошо знали местность, поэтому смогли добраться до окрестностей города Гонзалеса незамеченными. Размер армии Горба Бизона и её мобильность сделали команчей практически неуязвимыми.

### Форт Кенни
Первый удар команчи нанесли по форту Кенни, который находился в южной части современного округа Уильямсон, примерно в 40 км к северу от города Остин. Укрепление было построено в 1839 году и окружено по периметру частоколом, защищающим техасских поселенцев во время нападения враждебных индейцев. В начале августа около него появилась группа команчей. Находящиеся в форте рейнджеры отправили гонца в ближайшие поселения за помощью. Вскоре индейцы атаковали укрепление, но были встречены интенсивным ружейным огнём. В ходе боя погиб один защитник форта, ещё один был ранен. Индейцы не стали продолжать штурмовать пост рейнджеров и скрылись.

### Нападение на Понтона и Фоули
5 августа 1840 года доктор Джоэл Понтон и Такер Фоули направлялись в Гонзалес. Близ современного города Халлетсвилл они подверглись нападению конного отряда из 27 команчей. Двое мужчин развернули лошадей и попытались скрыться. Индейцы преследовали их примерно 5 км до реки Понтон-Крик. Часть команчей помчалась за Джоэлом Понтоном, по пути осыпая его стрелами. Одна стрела попала в шляпу, а две — в спину доктора. Лошадь Понтона была тяжело ранена, и он попытался спрятаться в густых зарослях. Потеряв доктора из вида, команчи продолжили преследование Фоули. Беглец добрался до Понтон-Крик и решил укрыться около реки, но был обнаружен и схвачен индейцами. Команчи ранили его и заставили идти к тому месту, где, как они предполагали, скрывался Понтон. Они заставили Фоули позвать Понтона, чтобы тот вышел из укрытия, но он отказался. Тогда индейцы стали пытать техасца, но он терпел мучения. Не добившись своего, команчи убили и скальпировали Фоули. Доктор сумел выжить и добрался до ближайшего поселения.

### Объединение рейнджеров и добровольцев
Рассказ Понтона побудил к действиям поселенцев, проживавших в долине реки Лавака. Была создана группа добровольцев из 36 человек, которую возглавил капитан Адам Замволт. Подготовившись к походу, техасцы выступили в сторону Гонзалеса, к месту, где было совершено нападение на Понтона и Фоули. Там добровольцы обнаружили изуродованное тело Фоули и, похоронив его, отправились на поиски команчей.
Ещё одним человеком, столкнувшийся с команчами раньше других, оказался тридцатисемилетний баптистский проповедник Закари Моррелл. Он много путешествовал по Техасу во время своих проповедей и обнаружил следы индейского войска. Достигнув поселений на реке Лавака, Моррелл узнал о нападении на Фоули и Понтона. Проповедник решил оповестить о рейде команчей полковника Эдварда Берлесона и колонистов вдоль реки Колорадо. За 12 часов он преодолел более 48 км. Немного отдохнув в своём доме, ранним утром 8 августа Моррелл направился к Берлесону. Полковник быстро начал формировать силы для противостояния команчам. Отправив проповедника в Остин, чтобы распространить информацию о набеге и собрать дополнительное войско, Берлесон занялся набором добровольцев, проживавших у реки Колорадо.
Почтальон, следовавший из Остина в Гонзалес, обнаружил многочисленные следы равнинных кочевников, пересекавшие дорогу в окрестностях Плам-Крика. Предположив, что индейцы направляются к побережью, он прибыл в Гонзалес и предупредил горожан. Местным ополчением командовал капитан Мэттью Колдуэлл, участвовавший в резне в доме совета. Колдуэлл отсутствовал в городе, поскольку патрулировал со своими бойцами район к западу от реки Гуадалупе, поэтому местных добровольцев возглавил капитан техасских рейнджеров Бенджамин Маккаллох. Организовав отряд из 24 человек и отправив сообщение в прибрежные поселения, он приступил к поискам индейцев.
Маккаллох был опытным бойцом фронтира, ранее участвовавшим в нескольких стычках с индейцами. Его отряд покинул Гонзалес и направился в сторону поселений на реке Лавака. Утром 7 августа люди капитана отыскали следы команчей и вскоре соединились с отрядом Адама Замволта. Объединённые силы рейнджеров и добровольцев продолжили движение на юг. Около полудня того же дня их разведчики заметили группу всадников, оказавшуюся отрядом волонтёров из поселений на реке Гуадалупе, которым командовал капитан рейнджеров Джон Тамлинсон. Общая численность борцов с индейцами достигла 125 человек. По взаимному согласию командование объединёнными силами поручили капитану Тамлинсону. Теперь техасцы были подготовлены к отражению набега команчей, но к тому времени Виктория и Линвилл уже были атакованы и разграблены.

### Виктория
Ранним утром 6 августа 1840 года отряд Горба Бизона подошёл к городу Виктория, расположенного недалеко от устья реки Гуадалупе. Армия команчей двигалась колонной, ширина которой составляла более 400 метров. Впереди войска находились вожди в полном боевом убранстве — перья их головных уборов развевались на ветру. Обнаружив перед городом четверых чернокожих слуг, команчи сразу же убили их. Появление индейцев повергло в ужас горожан и они бежали в поисках укрытия. Им оставалось только наблюдать за тем, как индейцы на их глазах грабят окрестные фермы и угоняют с пастбищ лошадей и скот. Команчи разбрелись по окрестностям Виктории и убивали любого встречного. Техасцы пытались спастись, укрывшись в городе, но не всем это удавалось.
К удивлению поселенцев, команчи не покинули окрестности Виктории на следующий день. Разбив лагерь близ устья Спринг-Крика и переночевав, они не спешили уезжать домой. Ночью группа горожан, у которых ещё оставались лошади, отправилась на поиски подкрепления. 7 августа команчи вновь вернулись к Виктории. Четверо мужчин, возвращавшихся из округа Джэксон, наткнулись на индейцев примерно в миле от города. Двое были убиты, а двое других членов группы, Джозеф Роджерс и Джесси Уиллер, смогли прорваться и скрылись в Виктории. Индейцы сожгли и ограбили несколько домов, и попытались захватить сам город, но его жители отбили нападение, потеряв девять человек убитыми. Покинув Викторию, команчи направились к прибрежным поселения, собирая по пути ещё больше добычи.

### Линвилл
Перед тем, как появиться в Линвилле, индейцы захватили в плен двадцатипятилетнюю Нэнси Дарст Кросби и её ребёнка около Найн-Майл-Пойнта. Затем команчи продолжили двигаться в направлении города. Ночью они разбили лагерь на ранчо Пласидо Бенавидеса примерно в 19 км от Линвилла, где убили кучера Стивенса. Перед рассветом индейцы приблизились к прибрежному городу, который был в то время главным пунктом торговли между Техасом и Мексикой. Жители Линвилла не были оповещены о разграблении Виктории и не подозревали о появлении команчей на юге Техаса, приняв их за группу мексиканских торговцев. Никто из горожан не предполагал, что равнинные кочевники смогут проникнуть так глубоко в земли республики или осмелятся приблизиться к портовому городу. Индейское войско выстроилось в форме полумесяца и стало окружать город.
Добравшись до окраины города утром 8 августа, команчи убили Джозефа О’Нила и двух чернокожих слуг майора Хью Орана Уоттса. К счастью для горожан, вокруг Линвилла с трёх сторон простиралась прерия и они заметили индейцев на расстоянии около 5 км. Увидев команчей, жители города бросились к воде, чтобы спастись. Многие поплыли к своим лодкам, стоявшим на якоре примерно в 90 метрах от берега. В бухте находилась шхуна капитана Уильяма Маршалла, на борту которой большинство горожан нашло убежище. Некоторые были убиты или схвачены индейцами, но значительная часть жителей города не пострадала. Нападавшие выместили свой гнев на домах Линвилла. Воины поджигали здания, уничтожали имущество и грабили портовые склады, забитые товарами. Разноцветные рулоны ткани, зонтики, шляпы и различные предметы одежды привлекли внимание команчей. Погрузив большое количество товаров на своих лошадей и мулов, кочевники Великих равнин направились к родным становищам. Напуганные и беспомощные горожане наблюдали со своих лодок и парусников, как их поселение было разграблено и сожжено дотла.

## Преследование Тамлинсона
Ближе к вечеру 8 августа команчи направились на север. Они покинули дымящиеся руины Линвилла и остановились неподалёку, разбив лагерь на ночь. Считая, что его воины расквитались с техасцами за бойню в Сан-Антонио, Горб Бизона совершил ошибку. Не имея возможности быстро передвигаться с огромным табуном лошадей и караваном тяжело нагруженных мулов, он предпочёл вернуться тем же маршрутом, вместо того, чтобы отправиться в безлюдную местность на западе.
Объединённые силы техасских рейнджеров и волонтёров достигли Виктории днём 8 августа. Отряд под командованием Тамлинсона ненадолго отдохнул и набрал припасы, слушая ужасные рассказы горожан. Примерно 25 бойцов из отряда остались в Виктории, некоторые из-за уставших лошадей, которым требовался отдых. Взамен к Тамлинсону присоединилось такое же количество жителей города и соответственно численность его войска не изменилась. Техасцы направились к востоку от города, остановившись на ночь на Каса-Бланка-Крик. Утром следующего дня Тамлинсон приказал Джорджу Керру отправится на поиски новых волонтёров из близлежащих поселений. Керр отыскал капитана Кларка Оуэна, бывшего командира роты техасских солдат, под руководством которого находился отряд из 40 человек и сообщил ему о рейде команчей. Выслав вперёд разведчиков, отряд Оуэна направился на соединение с Тамлинсоном. Керр также написал письмо полковнику Джону Муру в Ла-Грейндж, в котором уведомил его о нападениях индейцев и просил прислать дополнительные силы.
Рано утром 9 августа к людям капитана Оуэна приблизился отступающий военный отряд индейцев. Сотни команчей, совершивших нападения на Викторию и Линвилл, прошли между лагерями Оуэна и Тамлинсона, что сделало невозможным их объединение. Оуэн решил послать троих разведчиков, конгрессмена Джона Менефи, доктора Белла и некоего Нейла, чтобы они проследили за индейцами. Близ Ареноса-Крика их заметили и атаковали команчи. Белл тут же был убит; тяжелораненый Менефи с трудом сумел сбежать и укрыться в кустарнике на берегу небольшого ручья; и лишь Нейл оторвался от погони, ускакал прочь и добрался до берегов Лаваки. Менефи, участника сражения при Сан-Хасинто, поразили семь стрел, пронзившие его тело. На следующий день он смог добраться до ближайшего ранчо. Несмотря на серьёзные ранения, он выжил и долгие годы хранил семь стрел в своём доме в округе Джэксон.
Тамлинсон принял решение перехватить индейцев на открытой местности. На правом фланге его войска расположились люди Маккаллоха и Замволта, сам он руководил левым крылом. Обнаружив техасцев, команчи остановились и приготовились к обороне. Беспорядочная перестрелка
между бойцами Тамлинсона и индейцами продолжалась около 20 минут, так и не перейдя в настоящее сражение, поскольку команчи, озабоченные сохранностью своей добычи, не жаждали боя. В свою очередь Тамлинсон, при поддержке большинства своих людей, также предпочёл воздержаться от битвы и спешил своих людей на случай атаки индейцев. Часть команчей окружила белых, сдерживая их на месте,
пока основные их силы уходили со своими трофеями. Во время перестрелки Бенджамин Мордика из Виктории, один из 25 горожан, присоединившихся к отряду накануне, был убит. Кроме того, были ранены несколько лошадей техасцев. Маккаллох настаивал на атаке, чтобы рассеять команчей и сломать их строй, поскольку считал такие действия единственным шансом на победу над противником, превосходящим техасцев численностью. Из-за жаркой погоды и усталости лошадей Тамлинсон не решился атаковать индейцев и позволил своим людям перебраться к ближайшему ручью, чтобы набрать столь необходимую воду. Пока рейнджеры и добровольцы утоляли жажду, сдерживавшие их индейцы присоединились к основным силам отступающих команчей, передвигающихся обратно по тому же пути, по которому они пришли к побережью Мексиканского залива.

## Последствия
Отказавшись от нападения на противника, Тамлинсон продолжил его преследовать. Он отправил новых гонцов за подмогой в ближайшие районы Техаса. Вечером 9 августа рейнджеры и волонтёры разбили лагерь, поскольку разведчики Тамлинсона сообщили, что индейцы сделали привал. Маккаллох в гневе покинул отряд, посчитав что его командир упустил возможность разбить команчей. Он взял с собой троих преданных ему людей и отправился в Гонзалес, надеясь привлечь к погоне полковника Берлесона. Тамлинсон со своими людьми придерживался своей тактики и следовал за индейцами на расстоянии. На рассвете 10 августа к нему присоединились 37 бойцов Кларка Оуэна. Вступив ещё в одну незначительную перестрелку с индейцами, отряд Тамлинсона так и не смог догнать их основные силы.
Во время рейда команчи разорили два техасских поселения и сожгли множество домов, убив не менее 42 человек. С огромной добычей они продолжили свой путь на север Техаса.
12 августа около 200 техасских рейнджеров и добровольцев, среди которых находился капитан Маккаллох, атаковали команчей у реки Плам-Крик. В сражении у Плам-Крик техасцы одержали победу, убили примерно 80 индейцев и потеряли при этом всего одного человека.
По мнению историка Эрика Нидероста, Великий рейд не смог повлиять на миграцию евроамериканцев, и с годами численность белых людей на землях команчей только увеличивалась. Великий рейд, как и сражение на Плам-Крике, были лишь началом кровавой войны, которая с перерывами продолжалась в течение следующих 35 лет.